# F-01B
docomo PRIME series F-01B（ドコモ プライム シリーズ エフ ゼロ いち ビー）は、富士通によって開発された、NTTドコモの第三世代携帯電話 (FOMA) 端末である。docomo PRIME seriesの端末。

## 概要
2008年秋冬モデルのF-01Aの後継機種で、「ハイスペック×防水」のコンセプトを継承した。
カメラの有効画素数は1220万画素で、デジタルカメラ向け画像処理エンジン「Milbeaut（ミルビュー）」の技術を継承した携帯電話向け画像処理エンジン「Milbeaut Mobile（ミルビューモバイル）」を搭載し、ノイズリダクション処理により高感度モードで最高感度ISO25600（フルHDサイズまで対応）を実現し、暗所も明るく撮影が可能になった。レンズは広角28mm（35mm換算）を採用してより広範囲の撮影が可能になった。
ディスプレイサイズは、F-01Aの3.2インチから、F-09Aと同じ3.4インチに拡大された。F-01Aでは、ビューアーポジションにしないとタッチパネルは使えず、タッチ操作できる機能も限られていたが、本機種ではビューアーポジションせずともタッチパネルが利用可能になり、タッチで操作できる機能も大幅に増え、手書き入力、タッチキー入力が搭載されている。また、F-09Aのものを継承したショートカットメニューも搭載されている。
防水性能も強化して新たにIPX8等級で、水深1.5m以内の撮影を可能とした。防塵性能はIP5X等級である。
セキュリティ機能も豊富で、富士通製端末では定番となった指紋センサー、携帯を閉じる度にロックがかかる「開閉ロック」に加え、画面オフの状態から設定した時間経過後にロックがかかる「画面オフロック」機能も追加された。さらに指定された人物やグループに関する情報（電話帳、発着信履歴、送受信メールなど）をまとめて非表示にすることができる「プライバシーモード」や手持ちのmicroSDカードにパスワードを設定できる「microSDパスワード機能」も搭載した。
受信メール件数も2,500件にアップし、よりたくさんのメールを保存することが可能になったほか、進化した「スーパーはっきりボイス3」により、音声通話時の相手の声を周辺の騒音に応じて自動調整し、聞き取り易くなった。
| 主な対応サービス                   | 主な対応サービス                                                    | 主な対応サービス                       | 主な対応サービス                                 |
| ---------------------------------- | ------------------------------------------------------------------- | -------------------------------------- | ------------------------------------------------ |
| タッチパネル                       | FOMAハイスピード7.2Mbps                                             | Bluetooth                              | DCMX／おサイフケータイ                           |
| iアプリオンライン／地図アプリ      | 直感ゲーム／メガiアプリ                                             | iウィジェット                          | マチキャラ／iコンシェル（※1）                    |
| ホームU／ポケットU                 | GPS／ケータイお探し                                                 | デコメール／デコメ絵文字／デコメアニメ | iチャネル                                        |
| 着もじ                             | テレビ電話／キャラ電                                                | ケータイデータお預かりサービス         | フルブラウザ                                     |
| おまかせロック／バイオ認証         | 外部メモリーへiモードコンテンツ移行／ユーザーデータ一括バックアップ | トルカ                                 | iC通信／iCお引越しサービス                       |
| きせかえツール／ダイレクトメニュー | バーコードリーダ／名刺リーダ                                        | 2in1                                   | エリアメール／ソフトウェアーアップデート自動更新 |
| GSM／3Gローミング（WORLD WING）    | 着うたフル／うた・ホーダイ                                          | Music&Videoチャネル／ビデオクリップ    | デジタルオーディオプレーヤー(WMA)(AAC)           |

※オートGPS対応

## プリインストールiアプリ
以下のiアプリが購入時に端末にプリインストールされている。
| アプリ名                                       | 概要 |
| ---------------------------------------------- | --- |
| もじぴったん歩き旅                             | 空いているマスに文字を埋めて言葉を作るパズルゲーム                                                                                 |
| タッチDEゲームパック                           | タッチ操作で直感的に遊べる3種類のゲームをパック                                                                                    |
| ロジックパズルF                                | ヒントの数字を基にブロックを配置して図形を作成するパズルゲーム                                                                     |
| ドラゴンクエストIII                            | ロールプレイングゲームの体験版 |
| ドラゴンクエストもっと不思議のダンジョンMOBILE | 『ドラゴンクエスト』の人気キャラクターが登場する「不思議のダンジョン」                                                             |
| ロケーションレーダー                           | 現在地の周辺施設や目的地を検索して、現在地から目的地までの直線距離や目的地の方角を表示                                             |
| 対戦パズルボブル -Light Edition-               | パズルゲーム |
| 桃太郎電鉄WORLD遠距離対戦版2年決戦             | ボードゲーム |
| リッジレーサーズVS trial version               | レースゲーム。新たにiモードタッチのBluetooth対戦ができるモードを追加。                                                             |
| タッチDE対戦ボウリング                         | Bluetooth機能を使用した対戦型ボウリングゲーム                                                                                      |
| プチプチズーキーパー ver.F                     | アクションパズルゲーム |
| ETGAスウィングレッスン                         | 搭載された3Dモーションセンシング技術により、ゴルフのスウィングフォームを診断するアプリ。江連忠プロ監修。                           |
| VoiceShelf for F                               | オーディオブックを再生するためのアプリ                                                                                             |
| 日英版しゃべって翻訳 for F                     | 音声入力により、主に旅行で使われる言葉を日本語から英語、英語から日本語に翻訳                                                       |
| いっしょにデコ                                 | iアプリタッチ対応のデコレーションアプリ                                                                                            |
| iアバターメーカー                              | iアバターを作成するアプリ |
| ロケーションレーダー                           | 現在地の周辺施設や目的地を検索して目的地までの直線距離・方角を表示                                                                 |
| モバイルGoogleマップ                           | 地図アプリ。 |
| Gガイド番組表リモコン                          | テレビ番組表の表示やAVリモコンの機能を持ったアプリ                                                                                 |
| iD設定アプリ                                   | おさいふケータイクレジット決済サービスiDの設定アプリ                                                                               |
| DCMXクレジットアプリ                           | NTTドコモが提供するおさいふケータイクレジットDCMXの設定アプリ                                                                      |
| モバイルSuica登録用iアプリ                     | モバイルSuica契約用のiアプリ |
| ヘルスチェッカー                               | 歩数、活動量、脈拍数、血圧、体組成のデータを管理するアプリ                                                                         |
| @Fケータイ応援団INFO                           | 富士通のiモード公式携帯サイト「@Fケータイ応援団」の最新情報や「millmo.jp for F」のおすすめ情報を定期的に通知してくれるウィジェット |
| ROID ウィジェット                              | モバイルサイト「ROID」の更新情報などを通知してくれるウィジェット                                                                   |
| Start! iウィジェット                           | iウィジェットの使い方をムービーで見ることができるiアプリ                                                                           |
| iWウォッチ                                     | iウィジェット画面でグラフィカルに時計や電池残量を確認することができるアプリ                                                        |
| 地図アプリ                                     | GPSを利用して、目的地の検索や交通手段を使ったルートを表示するアプリ                                                                |
| 楽オクアプリ                                   | 楽天オークション用のアプリ |
| iアプリバンキング                              | モバイルバンキングを簡単に利用するためのアプリ                                                                                     |
| マクドナルド トクするアプリ                    | 日本マクドナルドのかざすクーポンなどを利用するためのアプリ                                                                         |
| 株価アプリ                                     | 指定銘柄の株価情報を表示するアプリ                                                                                                 |
| Google モバイル                                | Google検索機能が利用できるアプリ                                                                                                   |
| FOMA通信環境確認アプリ                         | FOMAハイスピードエリアを利用できるかを確認することができるiアプリ                                                                  |
| ドコモ料金案内                                 | 通話料やパケット通信料の履歴を確認できるアプリ                                                                                     |
| ビックポイント機能付きケータイ                 | おサイフケータイを利用して、ビックカメラの「ビックポイントカード」として利用できるアプリ                                           |
| ヨドバシゴールドポイントカード                 | ヨドバシカメラの「ヨドバシゴールドポイントカード」として利用できるアプリ                                                           |
| モバイルAMCアプリ                              | おサイフケータイを利用して、ANAの各種サービスが利用できるアプリ                                                                    |

## 歴史
- 2009年8月24日- 電気通信端末機器審査協会（JATE）通過。
- 2009年11月10日 - F-01B - F-02B - F-03B - F-04B - L-01B - L-02B - L-03B - N-01B - N-02B - N-03B - P-01B - P-02B - P-03B - SH-01B - SH-02B - SH-03B - SH-04B - SH-05B - SC-01Bの開発を発表。
- 2009年11月20日 - 販売開始。

## 不具合
- 2009年12月22日 - 以下の不具合改修がソフトウェア更新で実施された。
  - 電話帳の累積メール情報にて最終メール日時が更新されない場合がある。
  - 手書き文字入力画面で、文字入力時に前の画面に遷移する場合がある。
- 2010年1月14日 - 以下の不具合改修がソフトウェア更新で実施された。
  - 圏内に入っても、圏外表示から圏内表示へと変わらない場合がある。
- 2010年4月1日 - 以下の不具合改修がソフトウェア更新で実施された。
  - サイドキーを押しても、背面液晶が点灯しない場合がある。
  - 公共モード設定中に通話した場合、背面液晶の時計が表示されない場合がある。
  - フルブラウザでショートカット機能を選択した際に、操作が実行されない場合がある。
- 2011年1月18日 - 以下の不具合改修がソフトウェア更新で実施された。
  - 使い方ガイド利用中に待受画面に戻ってしまうことがある。
  - メール受信時に、電話帳の個別着信設定で受信時のイルミネーションの色を設定したにも関わらず、設定した色と別の色が光る場合がある。
- 2011年5月9日 - 以下の不具合改修がソフトウェア更新で実施された。
  - パケット通信の品質向上
- (参考)F-01Bの製品アップデート情報 - NTTドコモ